# Johannes Bahl
Johannes Bahl (* 1902 im Gebiet der Wolga; † nach 1937 in der Sowjetunion) war ein deutsch-russischer römisch-katholischer Geistlicher und Märtyrer. 

## Leben
Johannes Bahl stammte aus einer wolgadeutschen Familie des Bistums Tiraspol. Er besuchte das kleine Seminar und später das Priesterseminar in Saratow und wurde um 1927 zum Priester geweiht. Seine Wirkungsorte sind nicht bekannt. Man weiß aber, dass er im Rahmen des sowjetischen Staatsterrors der 1930er Jahre festgenommen und zu Lagerhaft verurteilt wurde. Am 28. Juni 1937 richtete er ein briefliches Hilfsgesuch an die Polnische Botschaft in Moskau. Zu diesem Zeitpunkt war er im Lager Kusema im Oblast Kirow. Seitdem ist er verschollen.

## Gedenken
Die Römisch-katholische Kirche in Deutschland nahm Pfarrer Johannes Bahl als Märtyrer in das deutsche Martyrologium des 20. Jahrhunderts auf.